# South Korea Songs
South Korea Songs es un gráfico musical publicado semanalmente por la revista Billboard. Incluye las 25 canciones con mayor número de streams y ventas digitales en Corea del Sur. Billboard lo lanzó como parte de la colección Hits of the World y en reemplazo de la K-pop 100, que se descontinuó en abril de 2022.
La primera canción que estuvo en el primer lugar, en la edición del 7 de mayo de 2022, fue «Still Life» de Big Bang.

## Metodología
La lista resume el rendimiento de las canciones desde el viernes hasta el jueves. El conteo se basa en ventas digitales de servicios de música digital (se excluyen las ventas de sitios como las páginas de tiendas de artistas) y de streaming. Todos los datos son provistos por MRC Data.

## Lista de canciones número uno
2022 · 2023 · 2024

## Récords de artistas

### Artistas con mayor cantidad de sencillos número uno
| Puesto | Artista   | Cantidad |
| ------ | --------- | -------- |
| 1      | NewJeans  | 6        |
| 2      | (G)I-DLE  | 4        |
| 3      | IVE       | 3        |
| 4      | Aespa     | 2        |
| 4      | Blackpink | 2        |
| 4      | Jennie    | 2        |

### Artistas con más semanas acumuladas en el número uno
| Puesto | Artista         | Cantidad |
| ------ | --------------- | -------- |
| 1      | NewJeans        | 22       |
| 2      | Lim Young Woong | 17       |
| 3      | IVE             | 13       |
| 4      | Jungkook        | 12       |
| 4      | Latto           | 12       |
| 4      | (G)I-DLE        | 12       |
| 5      | Aespa           | 9        |
| 6      | Younha          | 6        |
| 7      | Blackpink       | 5        |
| 8      | Bibi            | 4        |
| 8      | ILLIT           | 4        |
| 8      | Jennie          | 4        |
| 8      | PLAVE           | 4        |
| 9      | Suga            | 3        |
| 9      | PSY             | 3        |
| 9      | Zico            | 3        |
| 9      | Lee Young Ji    | 3        |
| 9      | D.O.            | 3        |

## Récords de canciones

### Canciones con mayor cantidad de semanas en el número uno
| Puesto | Canción         | Artista            | Semanas | Año  | Ref.   |
| ------ | --------------- | ------------------ | ------- | ---- | ------ |
| 1      | «Do Or Die»     | Lim Young Woong    | 16      | 2023 | [ 5 ]  |
| 2      | «Seven»         | Jungkook con Latto | 12      | 2023 | [ 6 ]  |
| 3      | «OMG»           | NewJeans           | 9       | 2023 | [ 7 ]  |
| 4      | «I Am»          | IVE                | 8       | 2023 | [ 8 ]  |
| 4      | «Supernova»     | Aespa              | 8       | 2024 | [ 9 ]  |
| 5      | «Event Horizon» | Younha             | 6       | 2022 | [ 10 ] |
| 5      | «Ditto»         | NewJeans           | 6       | 2022 | [ 11 ] |